# Décembre 1954

## Évènements
- Tito fait des démarches pour former un groupe de pays neutres, ou pays non-alignés. Il voyage en Inde en 1954 et 1955[1].

- 2 décembre : traité de sécurité mutuelle entre les États-Unis et le gouvernement de Taïwan[2].

- 5 décembre : début de la dictature de Julio Lozano Díaz au Honduras (fin en 1956).

- 6 décembre, France  : le Prix Goncourt est attribué à Simone de Beauvoir pour son roman Les Mandarins dans lequel elle met en scène un groupe d'intellectuels parisiens qui confrontent leurs réflexions sur une société affectée par la Seconde guerre mondiale et la guerre froide.

- 7 décembre :
  - Égypte : douze membres de la confrérie des Frères musulmans sont exécutés. Ahmed Hassan el-Hodeibi est gracié. Le mouvement s’exile en Arabie saoudite.
  - Dissolution du Ministère de la Sécurité intérieure polonais.

- 9 décembre : les autorités tunisiennes et françaises annoncent que plus de 2500 fellaghas ont rendu les armes.

- 22 décembre : opération de police contre les nationalistes en Algérie. Arrestation de 150 membres du Mouvement pour le triomphe des libertés démocratiques dissout. 56  500 soldats français sont alors engagés dans le conflit algérien.

- 24 décembre, France : l'Assemblée nationale approuve le rétablissement de la souveraineté allemande et l’accord sur la Sarre signé par Pierre Mendès France et Konrad Adenauer le 23 octobre.

- 28 décembre : le groupe de Colombo se retrouve à Bogor, en Indonésie

- 30 décembre :
  - France : après l’avoir refusé le 24, l’Assemblée vote la confiance au gouvernement sur le projet de loi autorisant le réarmement de l’Allemagne fédérale et la création d’un Conseil de l'Europe occidentale.
  - Ratification par la France des accords de Paris sur l'Union de l'Europe occidentale et l'OTAN.

## Naissances
- 1er décembre : Annette Haven, actrice de films pornographiques américaine.
- 3 décembre : Ugo Riccarelli, écrivain et poète italien.
- 4 décembre : Tony Todd, acteur américain, connu pour son rôle de Candyman († 6 novembre 2024).
- 7 décembre : Pascal Renwick, acteur français spécialisé dans le doublage vocal († 19 juillet 2006).
- 8 décembre : Mary Karooro Okurut, politicienne, écrivain ougandaise († 11 août 2025).
- 9 décembre : Jack Sonni, musicien américain († 30 août 2023).
- 10 décembre : Kristine DeBell, actrice américaine.
- 11 décembre : Jermaine Jackson, bassiste et chanteur américain.
- 14 décembre : Steve MacLean, spationaute canadien.
- 18 décembre : Ray Liotta, acteur américain († 26 mai 2022).
- 21 décembre : Chris Evert, joueuse de tennis.
- 24 décembre : José María Figueres Olsen, personnalité politique costaricien.
- 28 décembre :
  - Emmanuel Delmas, évêque catholique français, évêque d'Angers.
  - Denzel Washington, acteur américain.
- 31 décembre : 
  - Ingibjörg Sólrún Gísladóttir, femme politique islandaise, ministre d'Islande.
  - Alex Salmond, homme politique écossais et Premier ministre d'Écosse de 2007 à 2014 († 12 octobre 2024).

## Décès
- 15 décembre : Liberty Hyde Bailey, botaniste américain (° 1858).
- 17 décembre : 
  - Elizabeth Casson, médecin britannique (° 14 avril 1881).
  - Roméo Vachon, aviateur canadien.
- 23 décembre : René Iché, sculpteur français.